# Meioneta amersaxatilis
Meioneta amersaxatilis is een spinnensoort in de taxonomische indeling van de hangmatspinnen (Linyphiidae).
Het dier behoort tot het geslacht Meioneta. De wetenschappelijke naam van de soort werd voor het eerst geldig gepubliceerd in 1998 door Michael Ilmari Saaristo & Koponen.